# Parco nazionale Torres del Paine

Mappa del Parco nazionale Torres del Paine

Il parco nazionale Torres del Paine è una delle aree naturali protette del Cile. Nel 2013 occupava una superficie di circa 181.414 ha. È uno dei parchi più grandi e più importanti del paese, il terzo per numero di visite, delle quali circa il 75% si deve a turisti stranieri, specialmente europei. Fu creato il 13 maggio 1959. L'UNESCO lo dichiarò riserva della biosfera il 28 aprile 1978 e nel 1994 lo inserì, insieme al Parco nazionale Bernardo O'Higgins, tra le candidature alla lista dei patrimoni dell'umanità.
Si trova 112 km a nord di Puerto Natales e a 312 dalla città di Punta Arenas, ed è una delle undici aree protette della regione di Magellano e dell'Antartide Cilena (assieme ad altri quattro parchi nazionali, tre riserve nazionali e tre monumenti nazionali). Nel complesso le aree silvestri protette comprendono il 51% della superficie della regione (6.728.744 ha). Confina a nord con il parco nazionale di Los Glaciares, in Argentina.
Presenta una grande varietà di ambienti naturali: montagne (tra le quali spicca il complesso del Cerro Paine, la cui cima principale tocca i 3.050 m s.l.m., le Torres del Paine e i Cuernos del Paine), vallate, fiumi (come il río Paine), laghi (tra i quali il Grey, Pehoé, il Nordenskjöld e il Sarmiento), ghiacciai (Grey, Pingo, Tyndall e Geikie, appartenenti al Campo de Hielo Patagónico Sur).

## Torres del Paine
Le Torres del Paine sono un gruppo di enormi monoliti di granito formati dall'affioramento di un laccolite di roccia ignea, che nel tempo è stato eroso dall'azione del ghiaccio, dell'acqua e dei venti. Sono la principale attrazione turistica del parco.
Tre sono le torri che formano il gruppo; la Torre Central è alta quasi 2800 metri. Fu scalata per la prima volta nel 1963 da Chris Bonington e Don Whillans. La Torre Norte fu scalata per la prima volta da Guido Monzino e per questo è chiamata anche Torre Monzino; la Torre Sur fu scalata in prima assoluta nel 1963 dalla spedizione del CAI di Monza guidata da Giancarlo Frigieri e composta da Armando Aste, Nando Nusdeo, Josve Aiazzi, Vasco Taldo, Carlo Casati; la via aperta dagli alpinisti monzesi fu intitolata al compianto amico Andrea Oggioni, mentre la torre stessa fu denominata Torre De Agostini in onore del prete salesiano ed esploratore patagonico Alberto María De Agostini.

## Fauna
La fauna del parco è abbondante e variegata. Gli animali più diffusi sono i puma, i guanachi, le volpi grigie, i marà, i nandù e i condor delle Ande. Due mammiferi rari sono il kodkod (un piccolo gatto selvatico) e l'orso dagli occhiali, l'unico orso del Sud America, mentre due specie di uccelli abbastanza comuni sono il fenicottero del Cile e l'anatra muschiata.

## Vie di accesso
Vi si accede in qualunque stagione dell'anno dalla Ruta CH-9, che unisce Punta Arenas e Puerto Natales. In inverno è raccomandato l'uso di catene per la variabilità delle condizioni meteorologiche.

## Galleria d'immagini

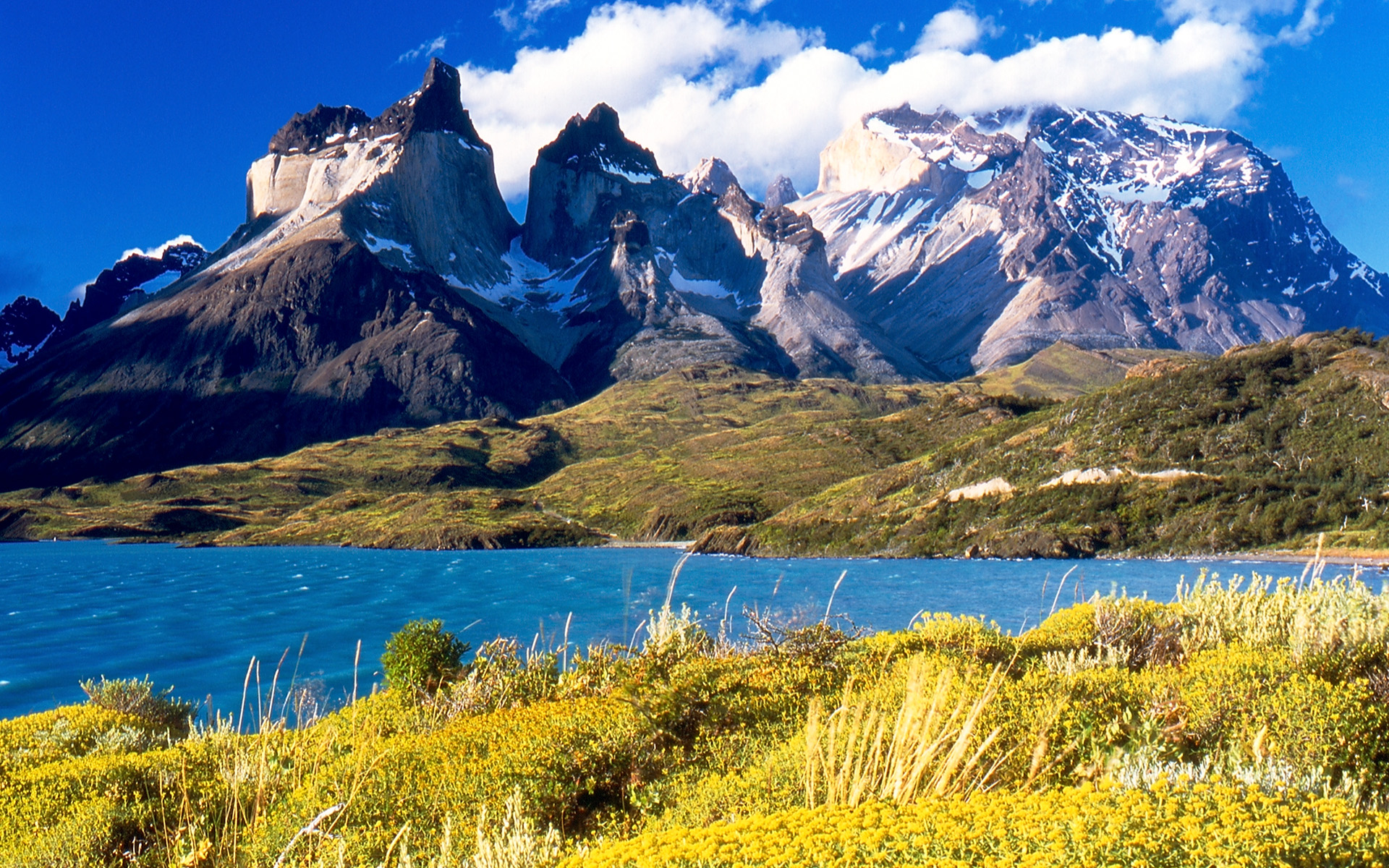
Cuernos del Paine dal Lago Pehoé.
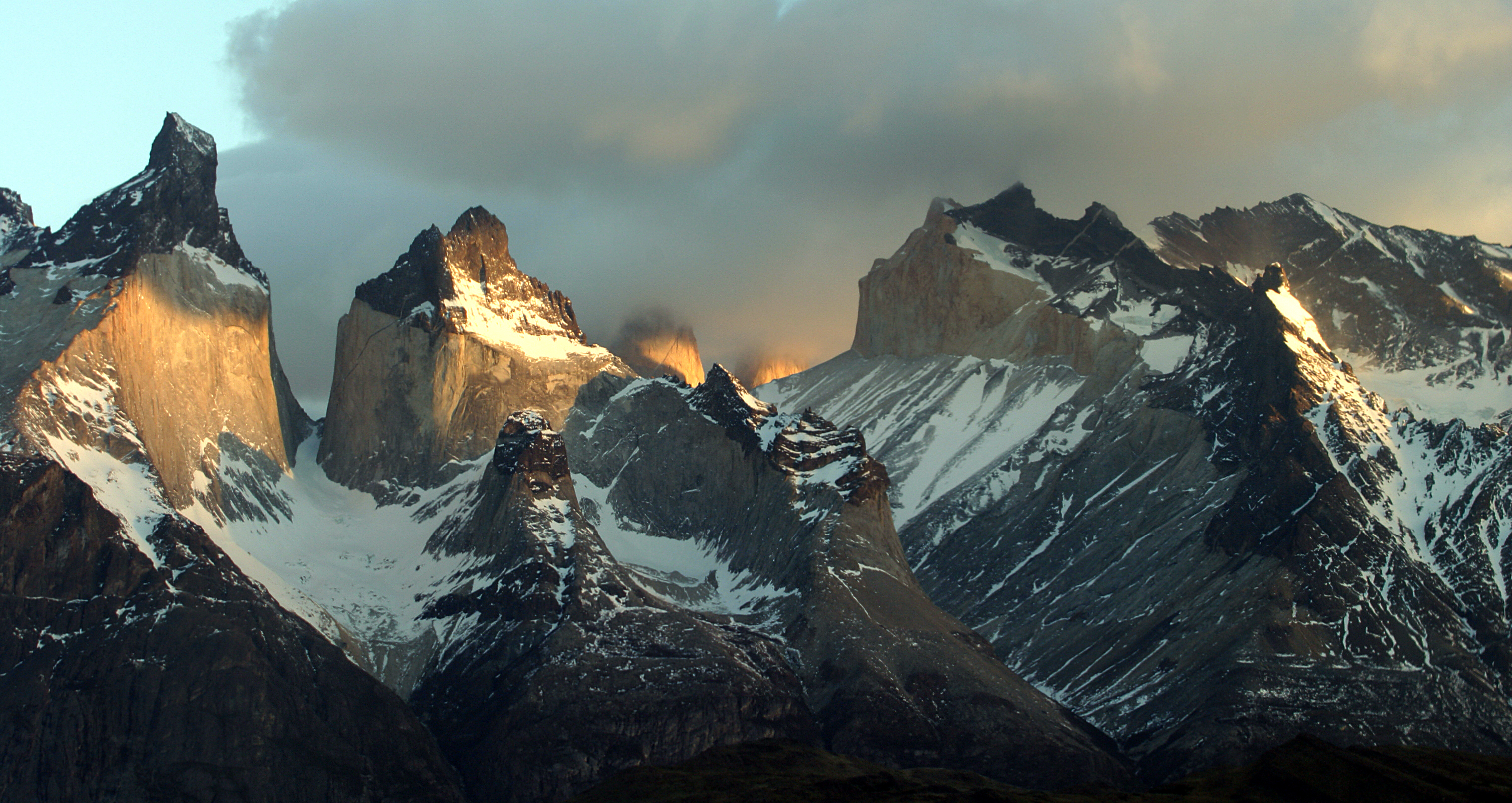
I Cuernos del Paine.
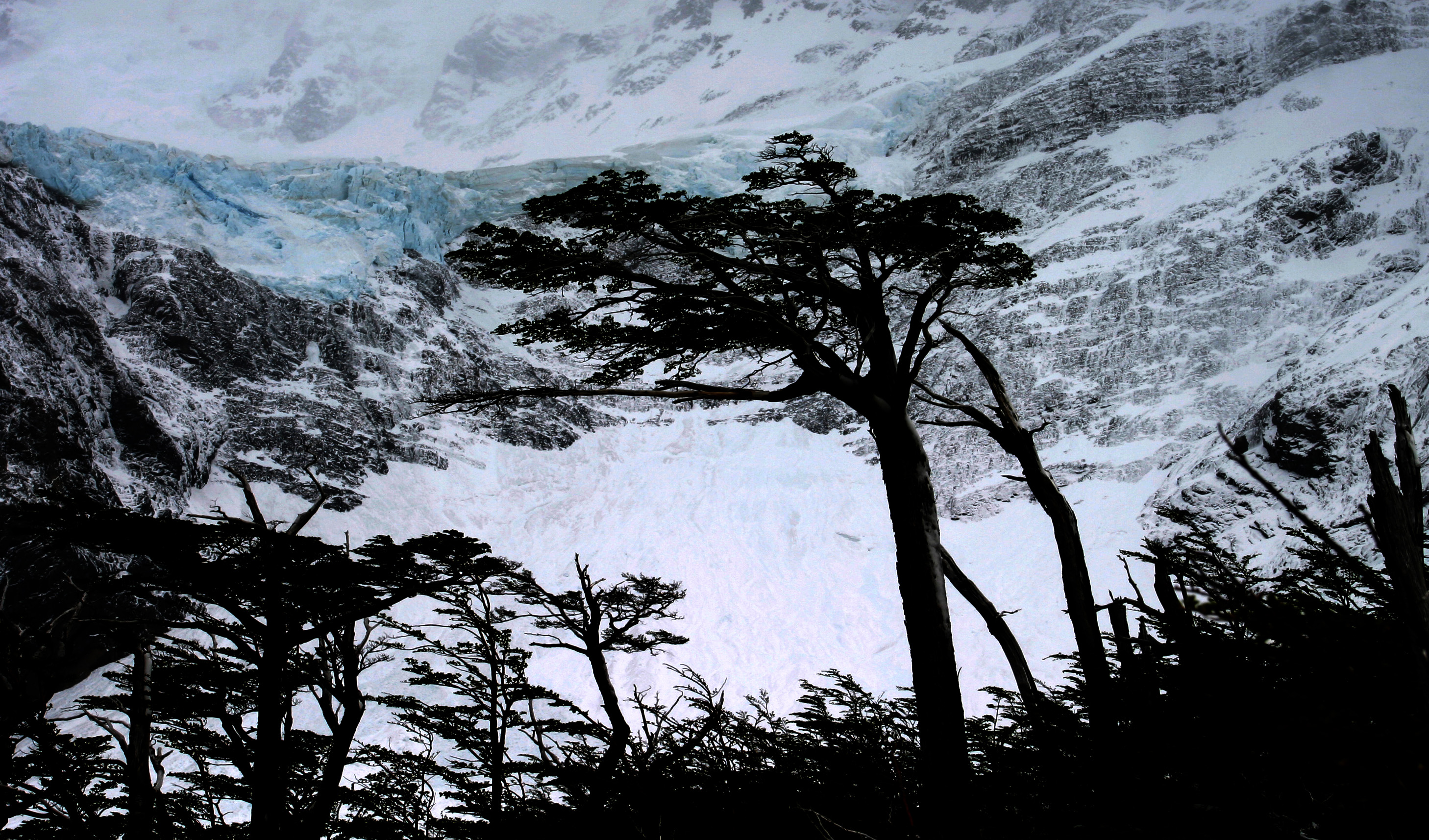
Valle del Francés.
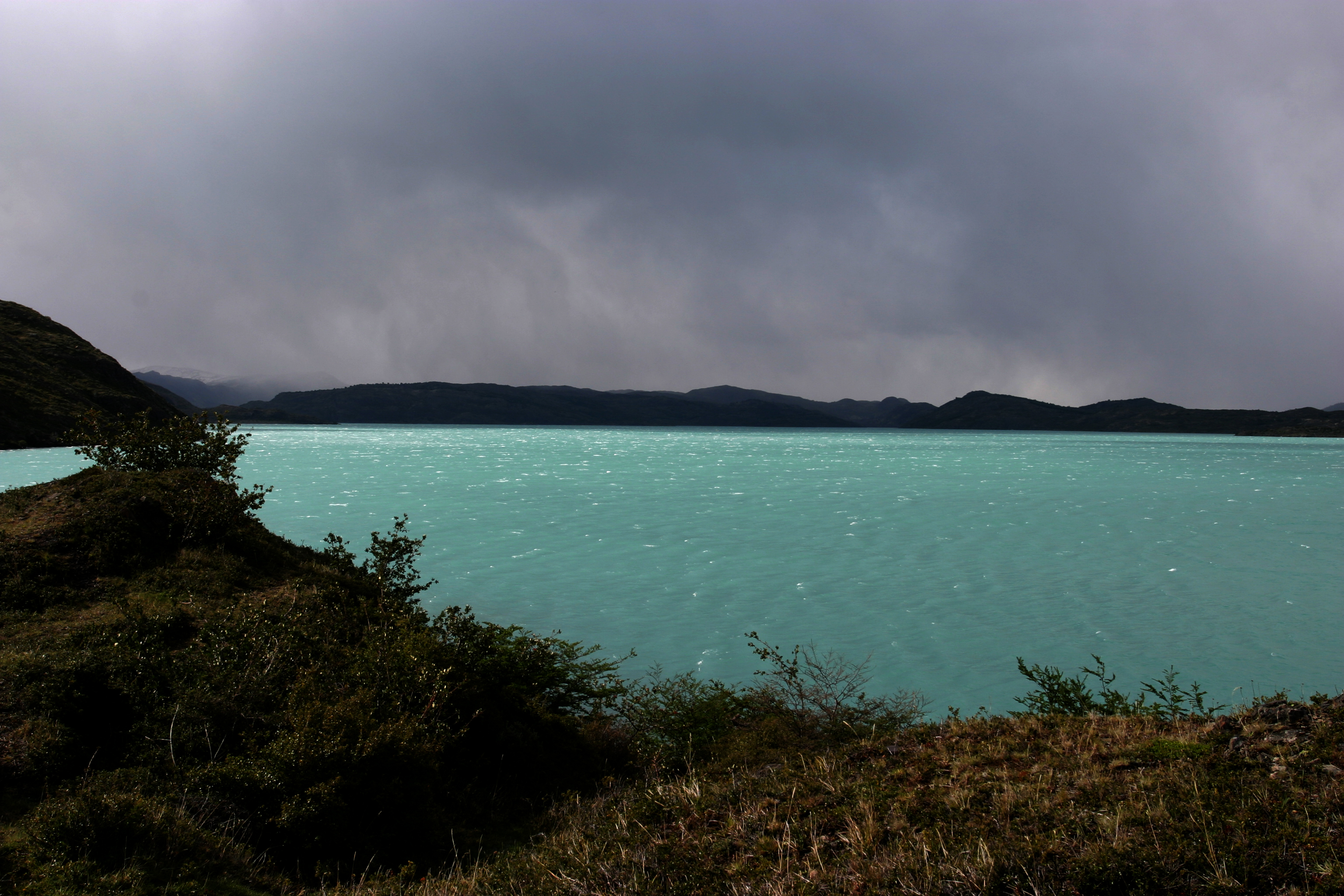
Lago Pehoé.
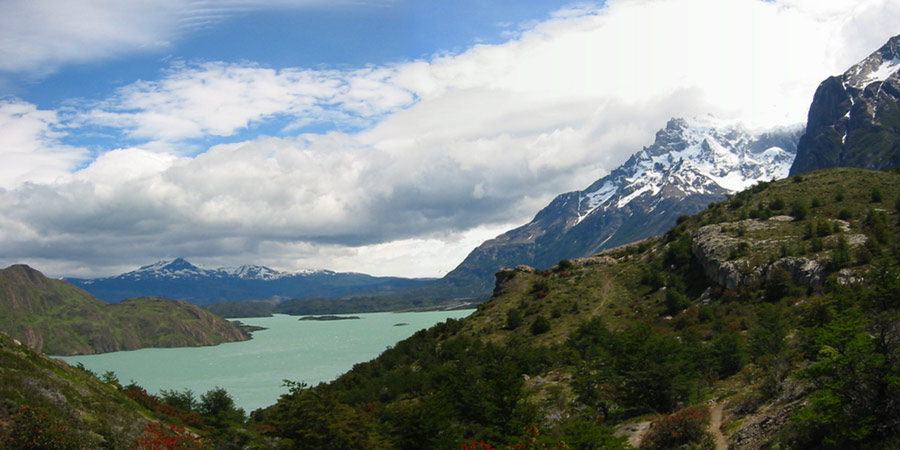
Lago Nordenskjöld.
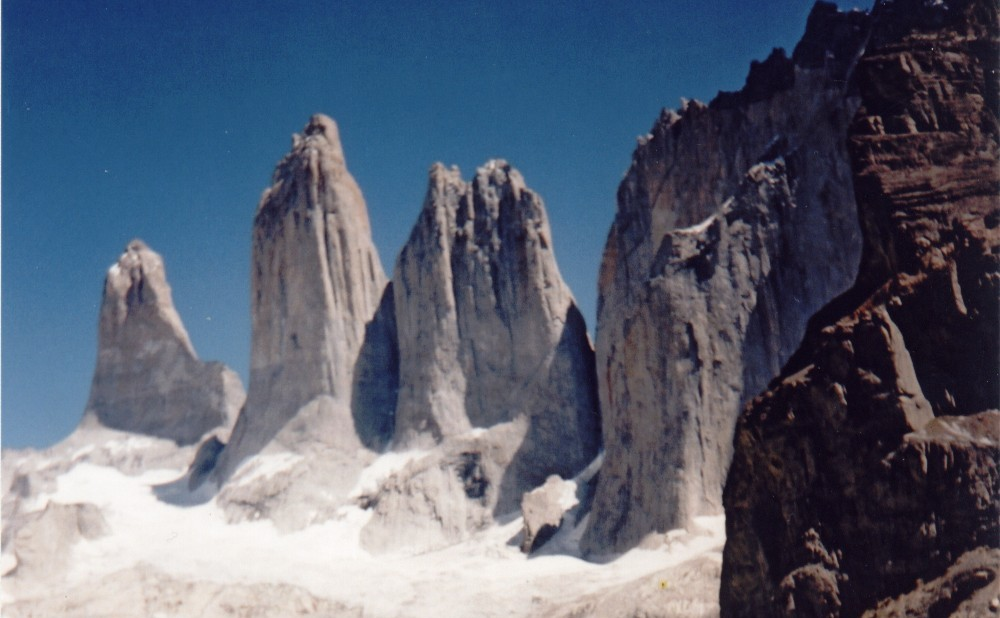
Torres del Paine: vista da nord.
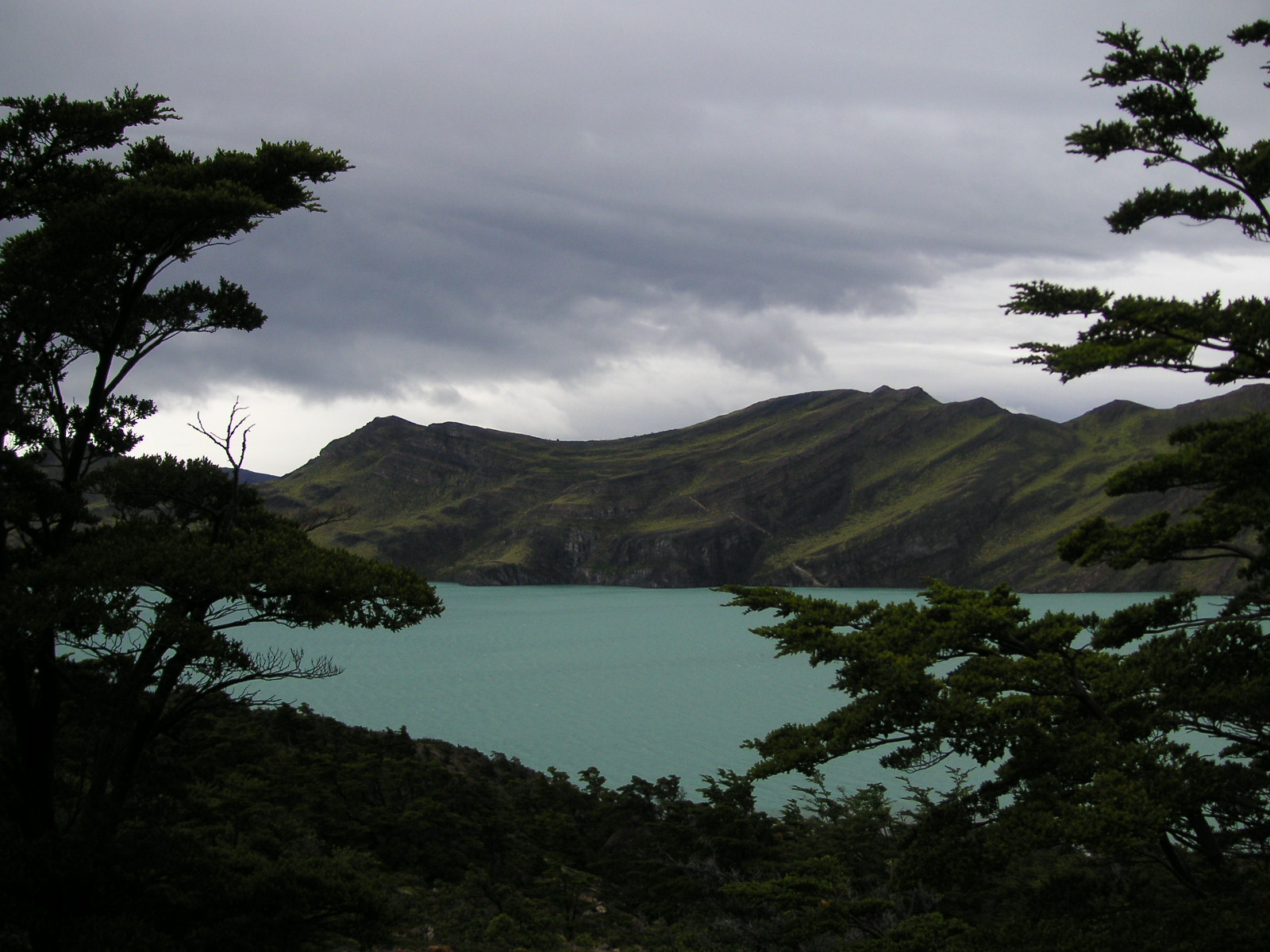